# Lebensformenpolitik
Als Lebensformenpolitik werden Ansätze zur Erweiterung von Familienpolitik zu einer breiteren Form menschlicher Lebensgemeinschaften umfassenden Politik verstanden, motiviert durch ein Streben nach Gleichstellung von verschiedenen Lebensformen. Einen zentralen Stellenwert haben diese Ansätze in Teilen der bisexuellen Gemeinschaft.

## Begriffsgeschichte
Der Begriff wurde in den 1990er-Jahren als Alternativkonzept zur Einführung einer eingetragenen Lebenspartnerschaft für homosexuelle „Ehen“ vom  Bundesverband Homosexualität (BVH) eingeführt. Lebensformenpolitik wurde als Gegenkonzept zur traditionellen Familienpolitik vorgeschlagen.
Im Februar 1991 stellten Volker Beck und Manfred Bruns unter dem Schlagwort Lebensformenpolitik eine Form der  gleichgeschlechtlichen Ehe bei der Partei Bündnis 90/Die Grünen zur Diskussion, die eine rechtliche Gleichstellung gegenüber der Ehe von heterosexuellen Paaren bedeutete.

## Theoretischer Ansatz
Typisch für die Positionen der Lebensformenpolitik ist der Gedanke, dass in einer Gesellschaft, die sich als pluralistisch und gleichberechtigt definiert, eine systematische staatliche Bevorzugung von bestimmten Formen des Zusammenlebens von Individuen nicht mehr zeitgemäß sei, da dies notwendigerweise andere Formen des Zusammenlebens diskriminiere. Daher sei eine Gleichstellung von verschiedenen Lebensformen anzustreben.
Die Lebensformenpolitik soll sowohl traditionelle Lebensweisen wie die Kleinfamilie als auch die neu entstandenen Lebensweisen älterer, homosexueller oder polyamorer (in nichtmonogamen Beziehungen lebender) Menschen umfassen und die Familienpolitik zukünftig ablösen. Eine weitere Grundidee ist der Gedanke, dass alle menschlichen Lebensgemeinschaften schutzwürdig sind und besondere Förderung verdienen, wenn sie zum Aufwachsen von Kindern oder zur Pflege alter Menschen als Mitgliedern der Gesellschaft beitragen.
Die Idee der Gleichberechtigung von nichtmonogamen und nicht durch materielle Verbindlichkeiten auf Lebenszeit angelegten Lebensformen wurde ähnlich beispielsweise im Rahmen der Schlampagne formuliert, einer  von lesbisch lebenden Frauen (u. a. auch von Gita Tost) ins Leben gerufenen politischen Plattform. Der Name stammt von der Aneignung des in der Neuzeit negativ besetzten Begriffs Schlampe als Geusenwort.

## Umsetzung
Dieser Ansatz ist innerhalb der Schwulen- und Lesbenbewegung selbst umstritten (der LSVD etwa lehnt solche Positionen ab) und konnte sich bisher politisch nicht durchsetzen. Kritiker bemängelten auch einen Mangel an konkreten gesetzgeberischen Konzepten. In neuerer Zeit schlug der Bundesvorstand der Grünen Jugend am 25. Februar 2006 die rechtliche Gleichstellung aller Lebensgemeinschaften und die Ablösung der Ehe durch einen zivilen Solidaritätspakt nach dem französischen Vorbild des  Pacte Civil de Solidarite (PACS) an, bei der zwei oder mehr Individuen Rechte und Pflichten individuell vereinbaren können.
Ähnliche Rechtsformen gibt es in den Niederlanden und in Belgien. Auch die österreichischen Grünen haben mit dem Zivilpakt (Zip) ein entsprechendes Modell vorgestellt. Einen weiteren Entwurf, der insbesondere die Gleichstellung von homosexuellen Menschen zum Ziel hat, hat das Rechtskomitee Lambda in die österreichische Diskussion eingebracht. In den Niederlanden gibt es eine Initiative zur Einführung polyamorer Eheformen.
In Deutschland schlug die Politikerin Christina Schenk (PDS) die generelle Abschaffung von Unterhaltsverpflichtungen zwischen erwachsenen Personen vor. Julia Seeliger, ehemalige Schatzmeisterin der Grünen Jugend und ehemaliges Mitglied des Parteirats von Bündnis 90/Die Grünen, vertritt wie die Grüne Jugend eine Gleichstellung aller Formen von Lebensgemeinschaften.